# Hatsune Miku: Project Diva
Hatsune Miku: Project Diva (jap. 初音ミク -Project DIVA-) – japońska seria gier rytmicznych stworzona przez Sega i Crypton Future Media. Gry zostały wydane na konsole PlayStation Portable, PlayStation 3, PlayStation 4, Nintendo 3DS, iOS, Sega RingEdge, Nintendo Switch, Microsoft Windows oraz PlayStation Vita. Seria składa się z dziesięciu głównych gier i sześciu spin-offów. Seria przede wszystkim wykorzystuje serię oprogramowań Vocaloid będących syntezatorami śpiewu i piosenki stworzone przy ich użyciu, zwłaszcza wirtualną divę – Hatsune Miku. Gra jest pierwszą grą komputerową wykorzystującą oprogramowanie Vocaloid opracowane przez firmę Yamaha.

## Tytuły gier
- 2009: Hatsune Miku: Project Diva
- 2010: Hatsune Miku: Project Diva Arcade
  - 2013: Hatsune Miku: Project Diva Arcade Future Tone
- 2010: Hatsune Miku: Project Diva 2nd
- 2011: Hatsune Miku: Project Diva Extend
- 2012: Hatsune Miku: Project Diva F
- 2014: Hatsune Miku: Project Diva F 2nd
- 2016: Hatsune Miku: Project Diva X
- 2020: Hatsune Miku: Project Diva Mega Mix
  - 2022: Hatsune Miku: Project Diva Mega Mix+

### Spin-off
- 2012: Hatsune Miku and Future Stars: Project Mirai
- 2012: Miku Flick
- 2012: Miku Flick/02
- 2013: Hatsune Miku: Project Mirai 2
- 2015: Hatsune Miku: Project Mirai DX
- 2020: Hatsune Miku: Colorful Stage!

## Postacie
Postacie w serii są znane jako „moduły” i wszystkie są Vocaloidami, z wyjątkiem Kasane Teto, Akita Neru i Yowane Haku. Aktualna lista postaci, które ukazały się w tej serii to:
| Postać        | Gra          | Gra                 | Gra              | Gra                 | Gra           | Gra        | Gra           | Gra             | Gra             | Gra                             | Gra                | Gra            |
| Postać        | Project Diva | Project Diva Arcade | Project Diva 2nd | Project Diva Extend | Project Mirai | Miku Flick | Miku Flick/02 | Project Diva F  | Project Mirai 2 | Project Diva Arcade Future Tone | Project Diva F 2nd | Project Diva X |
| ------------- | ------------ | ------------------- | ---------------- | ------------------- | ------------- | ---------- | ------------- | --------------- | --------------- | ------------------------------- | ------------------ | -------------- |
| Hatsune Miku  | Grywalna     | Grywalna            | Grywalna         | Grywalna            | Grywalna      | Grywalna   | Grywalna      | Grywalna        | Grywalna        | Grywalna                        | Grywalna           | Grywalna       |
| Kagamine Rin  | Grywalna     | Grywalna            | Grywalna         | Grywalna            | Grywalna      |            | Grywalna      | Grywalna        | Grywalna        | Grywalna                        | Grywalna           | Grywalna       |
| Kagamine Len  | Grywalna     | Grywalna            | Grywalna         | Grywalna            | Grywalna      |            | Grywalna      | Grywalna        | Grywalna        | Grywalna                        | Grywalna           | Grywalna       |
| KAITO         | Grywalna     | Grywalna            | Grywalna         | Grywalna            | Grywalna      |            | DLC           | Grywalna        | Grywalna        | Grywalna                        | Grywalna           | Grywalna       |
| Megurine Luka | Grywalna     | Grywalna            | Grywalna         | Grywalna            | Grywalna      |            | Grywalna      | Grywalna        | Grywalna        | Grywalna                        | Grywalna           | Grywalna       |
| MEIKO         | Grywalna     | Grywalna            | Grywalna         | Grywalna            | Grywalna      |            | DLC           | Grywalna        | Grywalna        | Grywalna                        | Grywalna           | Grywalna       |
| Sakine Meiko  | Grywalna     | Grywalna            | Grywalna         | Grywalna            |               |            |               | Do odblokowania |                 | Grywalna                        | Do odblokowania    | DLC            |
| Akita Neru    | Grywalna     | Grywalna            | Grywalna         | Grywalna            |               |            |               | DLC             |                 | Grywalna                        | DLC                | DLC            |
| Yowane Haku   | Grywalna     | Grywalna            | Grywalna         | Grywalna            |               |            |               | DLC             |                 | Grywalna                        | DLC                | DLC            |
| Kasane Teto   |              |                     | DLC              | DLC                 |               |            |               | DLC             |                 | Grywalna                        | DLC                | DLC            |
| GUMI          |              |                     |                  |                     | Grywalna      |            |               |                 | Grywalna        |                                 |                    |                |

## Sprzedaż
Seria jest bardzo popularna wśród fanów z Japonii, sprzedała się w ponad 1 mln egzemplarzy do kwietnia 2012 roku wyłącznie w Japonii. W lipcu 2014 roku firma Sega ogłosiła, że seria sprzedała łącznie ponad 2,5 mln egzemplarzy gier w Japonii. W listopadzie 2014 roku seria sprzedała się w ilości 4,5 mln egzemplarzy w sprzedaży detalicznej i przez pobrania.